# Palazzo Moroni
Palazzo Moroni é um palácio eclético localizado no número 1 da Salita San Nicola da Tolentino, no rione Trevi de Roma. 

## História
Em 6 de dezembro de 1884, a família Barberini vendeu à empresa responsável pelo loteamento da região um terreno com cerca  de 51,50 x 40 metros no antigo Vicolo Sterrato, moderno Vicolo di San Nicola da Tolentino. Este lote foi vendido, em 14 de janeiro de 1885, para os irmãos Alessandro e Scipione Moroni, que contrataram o arquiteto Gaetano Canedi para projetar um palacete no local. Contudo, o resultado final foi bastante diferente do idealizado por causa da excessiva altura do edifício em relação à largura do terreno de frente para a via, o que obrigou que fosse respeitado um recuo de dez metros. 
Atualmente o edifício abriga alguns escritórios do Estado-maior do Ministério da Defesa italiano, um anexo do vizinho Palazzo Caprara. 

## Descrição
A configuração geométrica do edifício é de uma estrutura central com 25,50 metros distante do edifício em frente cerca de 11,50 metros e dois blocos laterais com cerca de 11,50 metros de comprimento cada um, distantes cerca de 7,50 metros do edifício em frente, o que contrariava a recomendação da época. A profundidade do palácio é de cerca de 37,80 metros. A distância para o vizinho Palazzo Caprara é de 5,80 metros, contestada pelo conde Caprara, que processou os Moroni em 1886, mas sem êxito) e a distância para o muro de sustentação do jardim do Palazzo Barberini, que fica no fundo, é de apenas 2,50 metros. O edifício tem 33,20 metros de altura, 4,20 metros acima da altura aprovada. As obras foram completadas em dois anos.
Os elementos decorativos no interior, como estuques, afrescos, tetos em caixotões, maçanetas, balaustradas em ferro fundido etc. conferiram um grande prestígio arquitetônico ao edifício, recuperado, nos espaços comuns, por uma reforma realizada na década de 2010.